# دوزغره (سقز)
قرية دوزغره (بالكردية: دۆزەغەرە) هي إحدى القرى التابعة لـسرا في ريف قسم مركزي من مقاطعة سقز، في محافظة كردستان الإيرانية.

## السكان
حسب إحصاءات سنة 2006، بلغ إجمالي السكان في دوزغره 743 نسمة وعدد المساكن 161 مسكن. لغة سكان دوزغره هي اللغة الكردية و هم من أهل السنة والجماعة والمذهب الشافعي.